# Andělská Hora ve Slezsku
Andělská hora (în germană Engelsberg) este un orășel în Silezia,  Okres Bruntál, Cehia.
1. ↑  Malý lexikon obcí České republiky - 2017, accesat în 28 august 2018